# Jonathan Greenert
Jonathan William « Jon » Greenert (né le 15 mai 1953 à Butler, Pennsylvanie) est un ancien amiral de la Marine américaine qui a été chef des opérations navales de septembre 2011 à septembre 2015. Il a précédemment servi comme vice-chef des opérations navales de 2009 à 2011. Il était également, auparavant, commandant de l’United States Fleet Forces Command de 2007 à 2009 après avoir également dirigé la septième flotte d’août 2004 à septembre 2006.
Il a été chef des opérations navales du 23 septembre 2011 au 18 septembre 2015, date à laquelle il a pris sa retraite après plus de 40 ans de service. Le 19 avril, 2016, il a été nommé au conseil d'administration de BAE Systems.

## Enfance
Jonathan Greenert est né à Butler, en Pennsylvanie le 15 mai 1953. Il est diplômé de l’académie navale d’Annapolis en 1975 en ingénierie navale. Il se spécialise comme officier atomicien (propulsion nucléaire) de la flotte sous-marine.

## Carrière

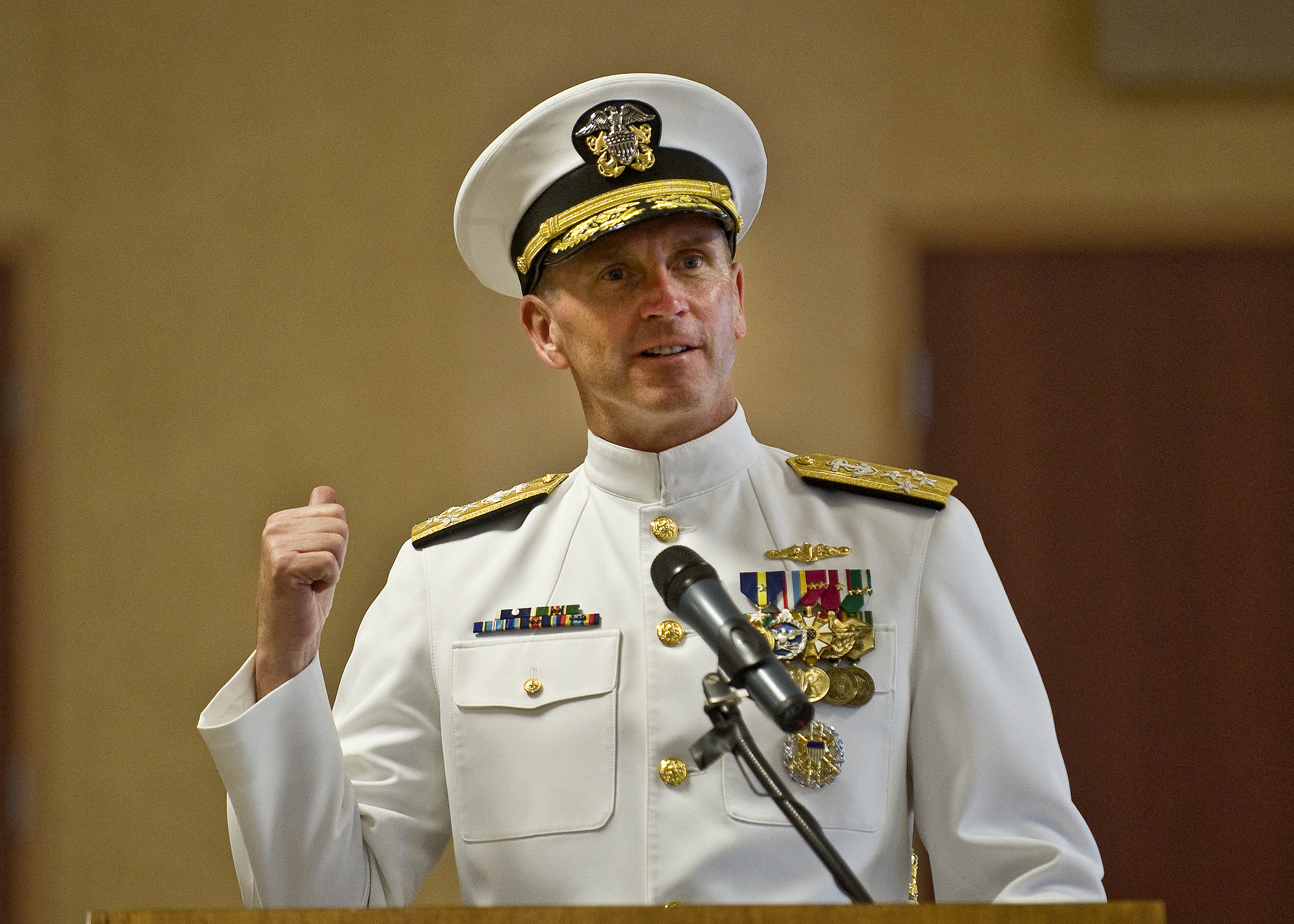
Greenert vêtu de sa grande tenue lors d'une passation de commandement en juin 2013.

Sa carrière inclut plusieurs postes à bord de sous-marins comme officier électronique, dont l’USS Flying Fish (SSN-673) (en) et l’USS Tautog (SSN-639). Il a également servi comme ingénieur sur le sous-marin de recherche NR-1. Il était commandant en second de l’équipage or de l’USS Michigan (SSGN-727) avant qu’il n’obtienne le commandement de l’USS Honolulu (SSN-718) en mars 1991. Il a reçu la Vice Admiral James Bond Stockdale Award for Inspirational Leadership (en) en 1992, médaille qui récompense le leadership du meilleur des officiers de l’US Navy.
Après son affectation en mer, il fut affecté comme commandant de l’escadre de sous-marins 11 (en) ainsi que comme représentant des forces sous-marines pour le commandement de la flotte du Pacifique de juillet 1996 à juin 1997.
En juillet 1997, Greenert fut nommé chef d’état major pour le commandant de la septième flotte, à Yokosuka au Japon. Le 6 août 2004, l’amiral assuma le commandement de cette flotte.
Le 23 septembre 2011, l’amiral devint le trentième chef d'Etat-Major de l'U.S.Navy en succédant à l’amiral Gary Roughead. Il quitte ce poste le 18 septembre 2015 et prend sa retraite de la Marine par la même occasion.

## Soupçons de corruption
En 2017, Jonathan Greenert est l'objet d'une enquête, soupçonné d'avoir échangé des informations confidentielles sur les déplacements de la Marine américaine à un homme d'affaires singapourien.

## Récompenses
- Submarine Warfare insignia
- Deep Submergence insignia
- Office of the Joint Chiefs of Staff Identification Badge
- Navy Distinguished Service Medal (avec une étoile en bronze)
- Defense Superior Service Medal
- Legion of Merit (avec trois étoiles)
- Meritorious Service Medal (avec une étoile)
- Navy and Marine Corps Commendation Medal (avec trois étoiles)
- Navy and Marine Corps Achievement Medal (avec deux étoiles)
- Joint Meritorious Unit Award
- Navy Meritorious Unit Commendation (avec deux étoiles en bronze)
- Navy E Ribbon avec Battle E
- Navy Expeditionary Medal (avec une étoile)
- National Defense Service Medal (avec une étoile)
- Global War on Terrorism Service Medal
- Korea Defense Service Medal
- Navy Sea Service Deployment Ribbon (avec trois étoiles)
- Navy & Marine Corps Overseas Service Ribbon (avec deux étoiles)
- Special Operations Service Ribbon
- Meritorious Service Medal (Pingat Jasa Gemilang) - Singapour - 13 mai 2013[4]

### Sources
- (en) Chief of Naval Operations, fiche biographique sur le site officiel de l'US Navy, consulté le 14 février 2014